# Zygmunt Tokarski
Zygmunt Tokarski (ur. 28 marca 1892 w Lublinie, zm. 30 listopada 1939 w Warszawie) – polski aktor teatralny, śpiewak oraz tancerz.

## Życiorys
Uczęszczał do gimnazjum w Sandomierzu, skąd został wydalony z "wilczym biletem" za udział w strajku szkolnym w 1905 roku. Przeniósł się do Warszawy, gdzie uczył się oraz pracował m.in. jako sprzedawca w drogerii. Jednocześnie, po 1909 roku występował w amatorskich zespołach teatralnych oraz chórach (m.in. w Warszawie i Radomiu). Uczył się śpiewu u Adama Ostrowskiego. W kolejnych latach zaczął występować jako śpiewak w kinach i kabaretach. W 1919 roku został zaangażowany do zespołu Teatru Wielkiego w Warszawie. Początkowo wykonywał niewielkie partie wokalne, z czasem powierzano mu odpowiedzialne partie barytonowe i basowe. Jednocześnie szkolił śpiew u Stanisława Boguckiego i Eugeniusza Mossakowskiego.
Ze sceną operową związany był do 1930 roku. Do 1934 roku występował w warszawskich teatrach rewiowych i operetkowych (teatry: Banda, Nowości, 8:30). W 1934 roku został zaangażowany do zespołu stołecznego Teatru Ateneum. Następnie grał poza Warszawą: w Teatrze Kameralnym w Częstochowie (1934-1935), Teatrze Miejskim w Grodnie oraz objazdowym Teatrze Objazdowym Województwa Białostockiego (1935-1936), Teatrze Miejskim w Łodzi (1936-1937) oraz Teatrze Polskim w Katowicach (1937-1939).
W 1928 roku stworzył swoją jedyną kreację filmową - rolę adiutanta cara Mikołaja I w filmie pt. "Tajemnica starego rodu" (reż. Emil Chaberski, Zbigniew Gniazdowski).